# BK Häcken
Pour l'autre club, voir BK Häcken (féminines).
 (novembre 2022).
Si vous disposez d'ouvrages ou d'articles de référence ou si vous connaissez des sites web de qualité traitant du thème abordé ici, merci de compléter l'article en donnant les références utiles à sa vérifiabilité et en les liant à la section « Notes et références ».
Maillots
Actualités
Dernière mise à jour : 20 mars 2025.
Le BK Häcken est un club suédois de football basé à Göteborg.

## Historique
- 1940 : fondation du club
- 2007 : première participation à une coupe d'Europe (Coupe UEFA 2007-2008)
- 2022 : premier titre de champion de Suède

## Histoire
Le Boldklubben Häcken est fondé en 1940. Le club évolue pour la première fois en première division lors du Championnat de Suède 1983. Sa meilleure performance au niveau national est une victoire en Coupe de Suède en 2016. En 2007, il connaît sa première participation en Coupe d'Europe grâce au Prix du fair play UEFA. Passant les deux tours préliminaires en éliminant le KR Reykjavik et le Dunfermline Athletic FC, le BK Häcken se fait éliminer par le FK Spartak Moscou au premier tour. Le club est à nouveau qualifié grâce au Prix du fair-play UEFA pour la Ligue Europa 2011-2012.
Le BK Häcken remporte le premier championnat de son histoire lors de la saison 2022, assurant son titre lors de l'avant-dernière journée.

## Bilan sportif

### Palmarès
| Championnats nationaux | Coupes nationales                                                                         | Compétitions internationales                                                 |
| - Championnat de Suède (1) : - Champion : 2022. - Vice-champion : 2012. - Championnat de Suède de deuxième division (1) : - Champion : 2004. - Vice-champion : 2008. - Championnat de Suède de troisième division (3) : - Groupe Sud : - Champion : 1990, 1999. - Vice-champion : 1997. - Groupe Ouest : - Champion : 1992. | - Coupe de Suède (3) : - Vainqueur : 2016, 2019, 2023 et 2025 - Finaliste : 1990 et 2021. | - Ligue Europa (0) : - 6 participations. - Meilleur parcours : Premier tour. |

### Bilan européen
Note : dans les résultats ci-dessous, le score du club est toujours donné en premier
| Saison    | Compétition             | Tour             | Club                 | Domicile | Extérieur | Total             |
| --------- | ----------------------- | ---------------- | -------------------- | -------- | --------- | ----------------- |
| 2007-2008 | Coupe UEFA              | Premier tour Q   | KR Reykjavik         | 1 - 1    | 1 - 0     | 2 - 1             |
| 2007-2008 | Coupe UEFA              | Deuxième tour Q  | Dunfermline Athletic | 1 - 0    | 1 - 1     | 2 - 1             |
| 2007-2008 | Coupe UEFA              | Premier tour     | Spartak Moscou       | 1 - 3    | 0 - 5     | 1 - 8             |
| 2011-2012 | Ligue Europa            | Premier tour Q   | UN Käerjéng 97       | 5 - 1    | 1 - 1     | 6 - 2             |
| 2011-2012 | Ligue Europa            | Deuxième tour Q  | FC Honka             | 1 - 0    | 2 - 0     | 3 - 0             |
| 2011-2012 | Ligue Europa            | Troisième tour Q | CD Nacional          | 2 - 1    | 0 - 3     | 2 - 4             |
| 2013-2014 | Ligue Europa            | Deuxième tour Q  | Sparta Prague        | 1 - 0    | 2 - 2     | 3 - 2             |
| 2013-2014 | Ligue Europa            | Troisième tour Q | FC Thoune            | 1 - 2    | 0 - 1     | 1 - 3             |
| 2016-2017 | Ligue Europa            | Deuxième tour Q  | Cork City            | 1 - 1    | 0 - 1     | 1 - 2             |
| 2018-2019 | Ligue Europa            | Premier tour Q   | FK Liepāja           | 1 - 2    | 3 - 0     | 4 - 2             |
| 2018-2019 | Ligue Europa            | Deuxième tour Q  | RB Leipzig           | 1 - 1    | 0 - 4     | 1 - 5             |
| 2019-2020 | Ligue Europa            | Deuxième tour Q  | AZ Alkmaar           | 0 - 3    | 0 - 0     | 0 - 3             |
| 2021-2022 | Ligue Europa Conférence | Deuxième tour Q  | Aberdeen FC          | 2 - 0    | 1 - 5     | 3 - 5             |
| 2023-2024 | Ligue des champions     | Premier tour Q   | The New Saints       | 3 - 1    | 2 - 0     | 5 - 1             |
| 2023-2024 | Ligue des champions     | Deuxième tour Q  | KÍ Klaksvík          | 3 - 3 ap | 0 - 0     | 3 - 3 (3 - 4 tab) |
| 2023-2024 | Ligue Europa            | Troisième tour Q | Žalgiris Vilnius     | 5 - 0    | 3 - 1     | 8 - 1             |
| 2023-2024 | Ligue Europa            | Barrages Q       | Aberdeen FC          | 2 - 2    | 3 - 1     | 5 - 3             |
| 2023-2024 | Ligue Europa            | Groupe H         | Bayer Leverkusen     | 0 - 2    | 0 - 4     | Quatrième         |
| 2023-2024 | Ligue Europa            | Groupe H         | Qarabağ FK           | 0 - 1    | 1 - 2     | Quatrième         |
| 2023-2024 | Ligue Europa            | Groupe H         | Molde FK             | 1 - 3    | 1 - 5     | Quatrième         |
| 2024-2025 | Ligue Conférence        | Deuxième tour Q  | F91 Dudelange        | 6 - 1    | 6 - 2     | 12 - 3            |
| 2024-2025 | Ligue Conférence        | Troisième tour Q | Paide Linnameeskond  | 6 - 1    | 1 - 1     | 7 - 1             |
| 2024-2025 | Ligue Conférence        | Barrages Q       | FC Heidenheim        | 1 - 2    | 2 - 3     | 3 - 5             |
| 2025-2026 | Ligue Europa            | Premier tour Q   | Spartak Trnava       | 2 - 2    | 1 - 0     | 3 - 2             |
| 2025-2026 | Ligue Europa            | Deuxième tour Q  | RSC Anderlecht       | 1 - 2 ap | 0 - 1     | 2 - 2 (4 - 2 tab) |
| 2025-2026 | Ligue Europa            | Troisième tour Q | SK Brann             | 0 - 2    | 1 - 0     | 1 - 2             |
| 2025-2026 | Ligue Conférence        | Barrages Q       | CFR Cluj             | -        | -         | -                 |

Légende
- Vainqueur de la compétition.
- Victoire ou qualification pour le tour suivant.
- Match nul.
- Défaite ou élimination de la compétition.

## Joueurs et personnalités du club

### Entraîneurs
Le tableau suivant présente la liste des entraîneurs du club depuis 1958.
| Rang | Nom               | Période          |
| ---- | ----------------- | ---------------- |
| 1    | Sven-Agne Larsson | 1958-1959        |
| 2    | Agne Simonsson    | 1977-1982        |
| 3    | Reine Almqvist    | 1983 & 1989-1993 |
| 4    | Stefan Lundin     | 1989-1991        |

| Rang | Nom                | Période             |
| ---- | ------------------ | ------------------- |
| 5    | Kjell Pettersson   | 1996-2000           |
| 6    | Torbjörn Nilsson   | 2001                |
| 7    | Jörgen Lennartsson | 2002-2004           |
| 8    | Stefan Lundin      | 2005-septembre 2006 |

| Rang | Nom               | Période             |
| ---- | ----------------- | ------------------- |
| 9    | Reine Almqvist    | septembre 2006-2007 |
| 10   | Sonny Karlsson    | 2007-2009           |
| 11   | Peter Gerhardsson | 2009-2016           |
| 12   | Mikael Stahre     | 2017                |

| Rang | Nom         | Période |
| ---- | ----------- | ------- |
| 13   | Andreas Alm | 2018-   |

### Effectif professionnel actuel
En grisé, les sélections de joueurs internationaux chez les jeunes mais n'ayant jamais été appelés aux échelons supérieurs une fois l'âge-limite dépassé ou les joueurs ayant pris leur retraite internationale.

## Infrastructures

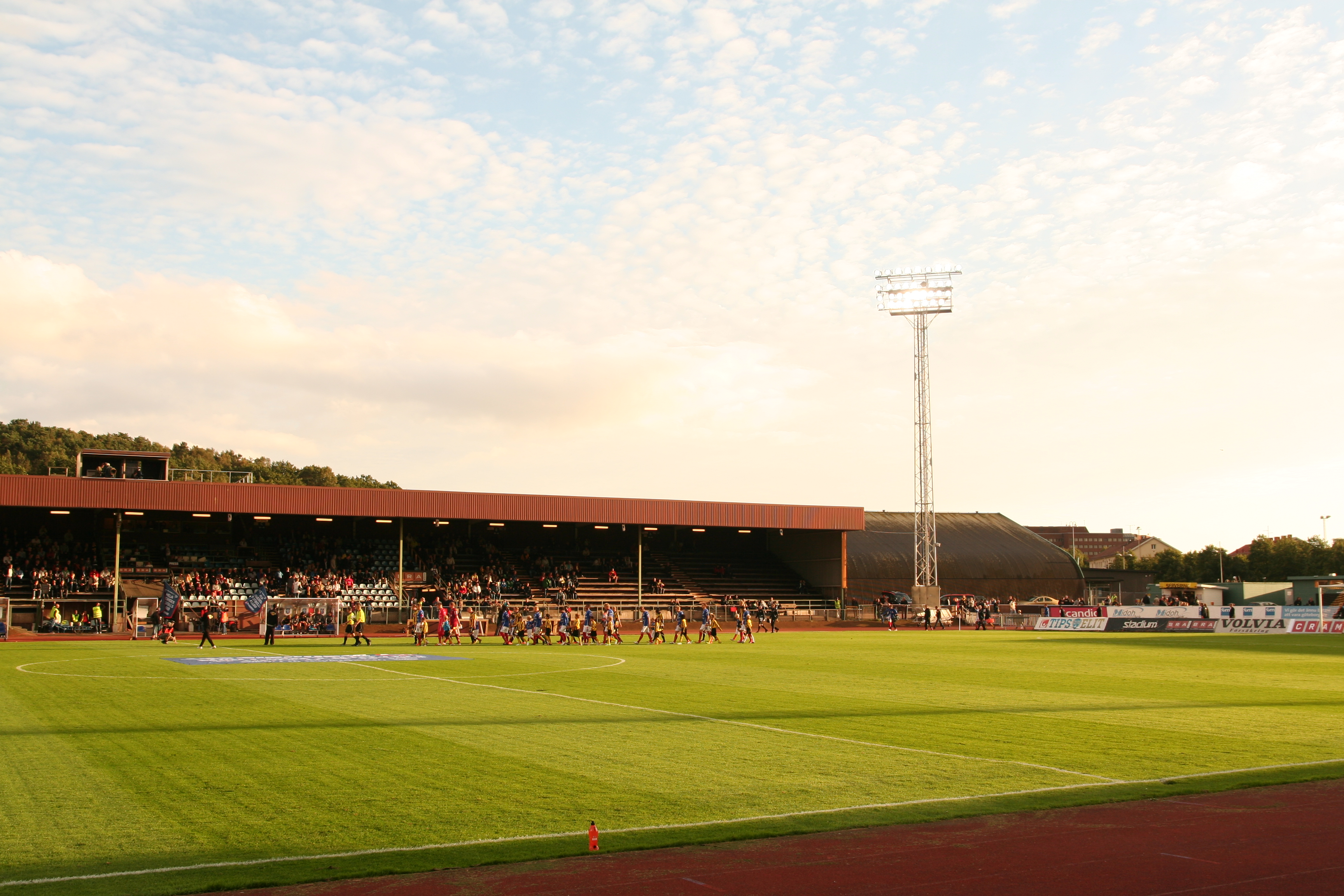
Rambergsvallen en 2012.

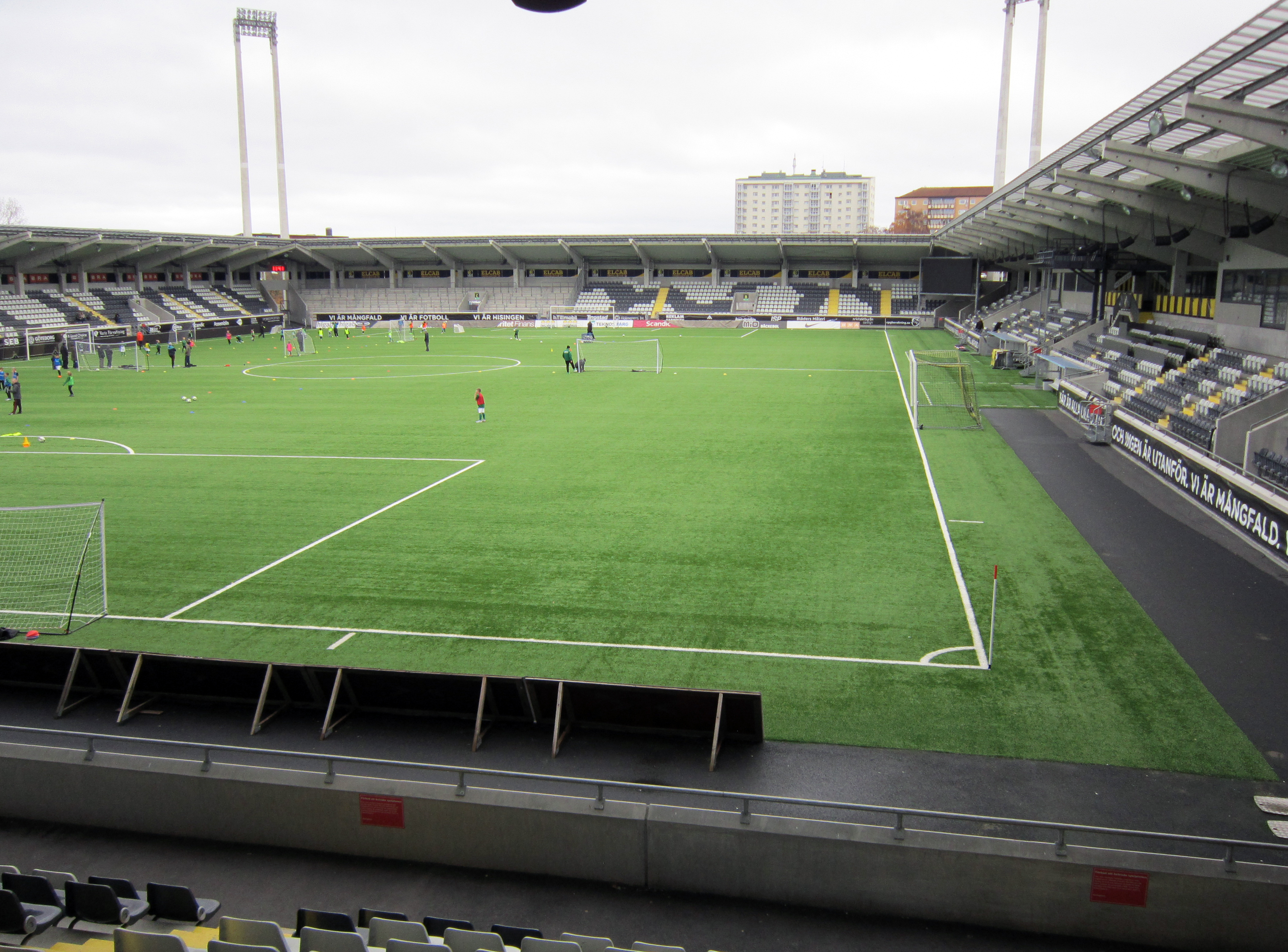
Bravida Arena en 2018.

De sa création à 2013, le BK disputait ses matchs à domicile au Rambergsvallen, qui pouvait héberger 7 000 supporters. Cette enceinte, située sur l'île d'Hisingen à Göteborg, avait été construite en 1935 et rénovée deux fois (en 1979 et 1983). Le club a cessé de l'utiliser en 2013, avant qu'elle ne soit détruite l'année suivante.
Pour les saisons 2014 et 2015, Häcken évolue au Gamla Ullevi, un autre stade de Göteborg comptant quant à lui 15 000 places.
En juin 2015, le BK Häcken peut emménager dans sa nouvelle enceinte : la Bravida Arena. Bâtie au même emplacement que l'ancien stade, elle peut accueillir 6 300 spectateurs.